# ناحیه برودمن ۴۳
ناحیهٔ برودمن ۴۳ (به انگلیسی: Brodmann area 43) ناحیه‌ای تقریباً مرکزی از مغز است که تقریباً می‌توان آن را جداگانه از ناحیهٔ قشر مغزی بر مبنای ساحتار سیتو دسته بندی کرد. مشابه با نواحی ۱ و ۲ و۳ ناحیه ۴۳ برودمن قسمت از ناحیهٔ مرکزی پیشین مغز است. یکی از عملکردهای این ناحیه شرکت در فرایند چشایی است.